# Louiselle
Louiselle, pseudônimo de Maria Luisa Catricalà (8 de novembro de 1945 -  27 de abril de 2024), é uma cantora italiana que esteve em atividade nos anos sessenta e setenta.
Ela também usou dois pseudonimos: Femina Femme e Catilina.

## Biografia
De origem calabresa (é nativa de Vallelonga), depois de passar a infância na ilha de Elba mudou-se para Roma.
Descoberta pelo letrista Carlo Rossi, que anos depois se tornaria seu marido, ela é contratada pela gravadora italiana RCA e em 1964 grava seus primeiros discos, participando também do Festival delle Rose com Il momento certo.
No ano seguinte, deveria ter feito sua estreia no Festival de Sanremo de 1965 em parceria com Dalida, mas a RCA decide retirar todos os seus artistas da competição; a música Ascoltami ainda faz um bom sucesso. A grande popularidade virá alguns meses depois com a participação em Um disco para o verão, com  Andiamo a mietere il grano. A peça obteve um sucesso recorde notável.
No mesmo evento, nos anos seguintes, a cantora apresentou outras canções inspiradas na tradição popular com bons resultados: Il pontile (1966), La cliff (1968), La vigna (1969). Louiselle concorre então no Festival de Nápoles 1970, onde chega à final com as peças Quanno sponta primmavera de Bonagura, Rutigliano e De Angelis e Funtanella de Dura, Troia e Salerni, interpretadas em conjunto com Nunzio Gallo e Mario Da Vinci.
Ao longo dos anos setenta, Louiselle grava discos regularmente sem repetir o sucesso da década anterior; no entanto, os singles Forse bello non sarai (1974), Grande sei tu (in gara a Un disco per l'estate 1975) e l'album 40 minuti d'amore (1973), que sofreu com a censura imposta pela RAI sobre porque dos textos considerados muito "Ousados".
Em 1992 gravou o álbum Spaghetti Country. Em 2004 é autora do texto de Nando, o sucesso de Teo Mammucari.
Em outubro de 2008 e dezembro de 2010 participou do programa de televisão Os melhores anos dirigido por Carlo Conti.
26 de setembro de 2010 foi uma das identidades ocultas no jogo I Soliti Ignoti conduzido por Fabrizio Frizzi.

## Discografia

### Album
- 1968 - Louiselle (Parade, FPRS-318, LP)
- 1971 - Louiselle (Produttori Associati, PA/LP 36, LP)
- 1973 - 40 minuti d'amore (Erre, RRL 2010, LP)
- 1974 - Ispirazioni (Erre, RRL 2018, LP)
- 1974 - Louisfolk (Erre, RRL 2016, LP )
- 1976 - I miei grandi successi (Erre, RRL 53002 , LP)
- 1987 - Amore & folklore (Golden Sound, LP 031, LP)
- 1991 - Andiamo a mietiere il grano anni 60 (Alpharecord FNT 4141 - Musicassetta)
- 1991 - La balera - Anni 60 (Alpharecord FNT 4142 - Musicassetta)
- 1992 - Spaghetti country (Alpharecord, AR 3195, CD)
- 1993 - I grandi successi (Alpharecord, CD AR. FNT 7132 CD)
- 1996 - Il meglio (D.V. More, CD)
- 1997 - Gli anni d'oro (RCA Italiana, CD)
- 2003 - I grandi successi originali - Flashbacks (RCA Italiana, CD)
- 2004 - Da andiamo a mietere il grano a anvedi come balla Nando (D.V. More, CD)

### Singles
- 1964 - Quello che c'è tra me e te/Anche se mi fai paura (ARC AN 4010)
- 1964 - Il momento giusto/Forse un giorno (ARC AN 4025)
- 1965 - Ascoltami/Mia, è colpa mia (ARC AN 4035)
- 1965 - Andiamo a mietere il grano/Anche tu (ARC AN 4039)
- 1965 - La mia vita/Sorridono (ARC AN 4061)
- 1966 - Il pontile/È triste doverti lasciare (ARC AN 4078)
- 1966 - Ci sono due/Come è bello (ARC AN 4092)
- 1966 - Cammelli e scorpioni/Oggi che non ho te (ARC, AN 4102)
- 1967 - Uoh, mamma'/La casa in riva al fiume (Parade, PRC 5032)
- 1967 - Il cacciatore/Da un minuto (Parade, PRC 5045)
- 1968 - La scogliera/Perdonami (Parade, PRC 5056)
- 1968 - Nel cuore mio/La formica (Parade, PRC 5060)
- 1968 - Ancora no/Il vizio (Parade, PRC 5067)
- 1969 - La vigna/Occhi castani (Parade, PRC 5076)
- 1969 - Stringimi/La legge di compensazione (Parade, PRC 5083)
- 1970 - La recluta/L'isola d'Elba (Liberty, LIB 9064)
- 1970 - Quanno sponta primmavera/Fontanella (Liberty, LIB 9081)
- 1971 - Domani è festa/Senza le scarpe (Produttori Associati, PA 3188)
- 1971 - Kyrie eleison/Dovrò lasciarti (Erre, ZR 50226)
- 1972 - Se qui non cambia vento/Due ore d'amore (Erre, ZR 50227)
- 1974 - Grattacieli di farfalle/La tua strega (Erre RR 3067)
- 1974 - Forse bello non sarai/Se qui non cambia vento (Erre, RR 3071)
- 1975 - Grande sei tu/Teatro (Erre, RR 3078)
- 1976 - Se qui non cambia vento/Lo spazio dell'anima (Erre, RRN 13002)
- 1976 - La balera/L'uomo com'è strano (Erre, RRN 13005)
- 1979 - La mosca/Delirio (Papaya, PA 8002)
- 1980 - Eva non voleva/Jean (Papaya, PA 8004)
- 1980 - La mandola (Papaya, PA 8016)
- 1980 - Ascolì Ascolà/Se qui non cambia vento (Futura, FT 5001)
- 1980 - Jean/Jean (strumentale) (Futura, FT 5002) con lo pseudonimo Femina Femme
- 1981 - Scorpion/Madamigella mia (ARC, ZBAC 7206)
- 1981 - Forza Roma daje lupa/Forza Roma daje lupa, con lo pseudonimo Catilina (Dischi D´Eros - AC2323)

## Referênicas
1. ↑  Antonio Sciotti, Enciclopedia del Festival della Canzone Napoletana 1952-1981, ed. Luca Torre, 2011.
2. ↑  Autori Vari (a cura di Gino Castaldo), Dizionario della canzone italiana, ed. Curcio, 1990; alla voce Louiselle, di Enzo Giannelli, pagg. 937-938